# Miguel Maria Lisboa

Armas do barão de Japurá, as mesmas das famílias Ribeiro, Soares de Oliveira, Lima e Pais.

Miguel Maria Lisboa, primeiro e único barão de Japurá, (Rio de Janeiro, 22 de maio de 1809 – Lisboa, 28 de abril de 1881) foi um diplomata e nobre brasileiro.
Filho do Conselheiro José Antônio Lisboa e de Maria Eufrásia de Lima, era cunhado do almirante Joaquim Marques Lisboa, marquês de Tamandaré. Casou-se com sua prima Maria Isabel de Andrade Pinto, filha do Conselheiro João José de Andrade Pinto e Maria José Andrade Soares de Paiva (meia-irmã de Antero José Ferreira de Brito, barão de Tramandaí). Teve quatro filhos, entre eles Miguel Ribeiro Lisboa, oficial da Marinha que combateu na Guerra do Paraguai, e Maria Eufrásia de Andrade Lisboa, casada com Mariano del Prado y Marin, 7.º marquês de Acapulco.
Mestre em artes pela Universidade de Edimburgo, entrou na carreira diplomática aos 18 anos de idade. Aos 19 anos já era nomeado adido e, três anos depois, secretário da legação do Brasil em Londres, na Inglaterra. Depois de galgar postos na diplomacia representou o Brasil no Chile, como encarregado de Negócios; Venezuela, onde esteve até 1847, quando passou à Secretaria de Estado dos Negócios Estrangeiros. Em seguida, foi ministro residente na Bolívia. Em 1852, esteve em missão especial nas repúblicas da Venezuela, Equador e Nova Granada (atual Colômbia), após o que retornou à Secretaria de Estado. Seria promovido a enviado extraordinário e ministro plenipotenciário, atuou, seguidamente, no Peru, nos Estados Unidos (1859-1864), Bélgica (1865-1868) e finalmente Portugal 1868, onde viria a falecer em 1881.
Pertenceu ao Conselho do Imperador D. Pedro II, foi veador da Imperatriz Tereza Cristina, grande dignitário da Imperial Ordem da Rosa, comendador da Ordem de Cristo, grã-cruz da Ordem de Nossa Senhora da Conceição de Vila Viçosa e da Ordem de Nossa Senhora Jesus Cristo (ambas de Portugal) e da Ordem Ernestina da Saxônia, da Casa Ducal da Saxônia. Recebeu o diploma de Artium Magister da Universidade de Edimburgo. Em 1° de janeiro de 1839 foi eleito sócio correspondente do Instituto Histórico e Geográfico Brasileiro.
Recebeu o título de barão em 17 de julho de 1872 por decreto do Imperador Dom Pedro II. Foi autor do livro de poemas "Romances Históricos por um Brasileiro". Foi também um importante estudioso da espeleologia, tendo feito importantes compilações de campo na Venezuela. Encontra-se sepultado no Cemitério de São Francisco Xavier, popularmente conhecido como Cemitério do Caju, localizado na Zona Norte da cidade do Rio de Janeiro.

## Honrarias

### Estrangeiras
- Grã-Cruz da Ernestina Casa Ducal de Saxe [4]